# Philadelphia 76ers 1993-1994
La stagione 1993-94 dei Philadelphia 76ers fu la 45ª nella NBA per la franchigia.
I Philadelphia 76ers arrivarono sesti nella Atlantic Division della Eastern Conference con un record di 25-57, non qualificandosi per i play-off.

## Roster
| N° | Naz.                   | Ruolo | Sportivo              | Anno | Alt. | Peso |
| -- | ---------------------- | ----- | --------------------- | ---- | ---- | ---- |
| 0  | Stati Uniti (bandiera) | A     | Orlando Woolridge     | 1959 | 206  | 98   |
| 2  | Stati Uniti (bandiera) | C     | Moses Malone          | 1955 | 208  | 98   |
| 3  | Stati Uniti (bandiera) | G     | Dana Barros           | 1967 | 180  | 74   |
| 7  | Stati Uniti (bandiera) | GA    | Sean Green            | 1970 | 196  | 95   |
| 11 | Sudan (bandiera)       | C     | Manute Bol            | 1962 | 229  | 91   |
| 12 | Stati Uniti (bandiera) | G     | Johnny Dawkins        | 1963 | 188  | 75   |
| 14 | Stati Uniti (bandiera) | G     | Jeff Hornacek         | 1963 | 191  | 86   |
| 20 | Stati Uniti (bandiera) | GA    | Michael Curry         | 1968 | 196  | 95   |
| 20 | Stati Uniti (bandiera) | G     | Greg Graham           | 1970 | 193  | 79   |
| 23 | Stati Uniti (bandiera) | AC    | Tim Perry             | 1965 | 206  | 91   |
| 25 | Stati Uniti (bandiera) | G     | Jeff Malone           | 1961 | 193  | 93   |
| 35 | Stati Uniti (bandiera) | A     | Clarence Weatherspoon | 1970 | 198  | 109  |
| 40 | Stati Uniti (bandiera) | A     | Bill Edwards          | 1971 | 203  | 98   |
| 43 | Stati Uniti (bandiera) | A     | Warren Kidd           | 1970 | 206  | 107  |
| 45 | Stati Uniti (bandiera) | AC    | Eric Leckner          | 1966 | 211  | 120  |
| 50 | Stati Uniti (bandiera) | C     | Isaac Austin          | 1969 | 208  | 116  |
| 76 | Stati Uniti (bandiera) | C     | Shawn Bradley         | 1972 | 229  | 107  |

## Staff tecnico
- Allenatore: Fred Carter
- Vice-allenatori: Tony DiLeo, Jeff Ruland
- Preparatore atletico: Mike Abdenour